# Ali Alatas
Ali Alatas (antiga Batavia, 4 de novembro de 1932 - Singapura, 11 de dezembro de 2008) foi um político e diplomata da Indonésia, o qual servia como ministro das relações exteriores. Faleceu aos 76 anos em Singapura vítima de insuficiência cardíaca.